# Söderhamns naturreservat
Söderhamns naturreservat är ett naturreservat i Krokoms kommun i Jämtlands län.
Området är naturskyddat sedan 2024 och är 159 hektar stort. Reservatet ligger vid södra stranden av Laxsjön och består av grandominerad naturskog.